# Rilipertus dima
Rilipertus dima är en stekelart som beskrevs av Sergey A. Belokobylskij 2000. Rilipertus dima ingår i släktet Rilipertus och familjen bracksteklar. Inga underarter finns listade i Catalogue of Life.